# Тобі Сміт
Тобі Сміт (англ. Tobie Smith, 23 жовтня 1973) — американська плавчиня.
Чемпіонка світу з водних видів спорту 1998 року.
Переможниця літньої Універсіади 1995 року.